# Elyes Ben Salah
Elyes Ben Salah (Sfax, 1954 - ibídem, 9 de diciembre de 2014) fue un futbolista tunecino que jugaba en la demarcación de defensa. Además era el hermano del también futbolista Hafed Ben Salah.

## Biografía
Con tan sólo 13 años, el CS Sfaxien se hizo con sus servicios como futbolista. Jugó en el equipo hasta 1984, comprendiendo toda su carrera en el club de Sfax. Durante su etapa en el club llegó a ganar el Championnat de Ligue Profesionelle 1 en cinco ocasiones: 1969, 1971, 1978, 1981 y 1983. Además en 1971 hizo doblete con el club, ganando la liga y la Copa de Túnez.
Falleció el 9 de diciembre de 2014 en su ciudad natal a los 60 años de edad tras una larga enfermedad muscular rara que le causó una parálisis total durante varios años.

## Clubes
| Club       | País  | Año         |
| ---------- | ----- | ----------- |
| CS Sfaxien | Túnez | 1967 - 1984 |

## Palmarés

### Campeonatos nacionales
| Título        | Club       | País  | Año  |
| ------------- | ---------- | ----- | ---- |
| CLP-1         | CS Sfaxien | Túnez | 1969 |
| CLP-1         | CS Sfaxien | Túnez | 1971 |
| CLP-1         | CS Sfaxien | Túnez | 1978 |
| CLP-1         | CS Sfaxien | Túnez | 1981 |
| CLP-1         | CS Sfaxien | Túnez | 1993 |
| Copa de Túnez | CS Sfaxien | Túnez | 1971 |